# Sul sentiero
Sul sentiero (рус. «На тропинке») — второй студийный альбом Серджио Каммариере, записанный на студии Via Veneto Jazz, изданный EMI в 2004 году.

## Об альбоме
Sul sentiero продюсировал Бьяджо Пагано. В альбом вошли двенадцать песен и две инструментальные композиции. Тексты песен созданы в сотрудничестве с музыкантом Роберто Кюнстлером, а также Паоло Панеллой в «Niente» (рус. Ничто) и Самуэеле Берсани в «Ferragosto».

## Список композиций
1. Libero Nell' Aria (Album Version) (5:08)
2. Niente (4:35)
3. Sul Sentiero (3:57)
4. L’Assetto Dell’Airone (4:05)
5. Viali Di Cristallo (6:42)
6. Nessuna E' Come TE (5:36)
7. Ferragosto (4:46)
8. Spiagge Lontane (5:02)
9. Dalla Parte Del Giusto (3:57)
10. Casa Lumière (1:33)
11. Nuova Italia (4:21)
12. La Canzone Dell' Impossibile (4:27)
13. Oggi (5:28)
14. Libero Nell' Aria (Radio Edit) (4:19)
15. Capocolonna (2:46)

## Участники записи
- Sergio Cammariere — вокал, фортепиано
- Amedeo Ariano — барабаны
- Luca Bulgarelli — бас
- Fabrizio Bosso — труба
- Alex Britti — гитара
- Olen Cesari — скрипка
- Simone Haggiag — перкуссия
- Струнный Оркестр под управлением Paolo Silvestri:
  - Gabriele Mirabassi
  - Daniele Scannapieco
  - Javier Girotto